# Sabes
Sabes est une localité du Cameroun située dans la Région du Sud-Ouest et le département de Manyu. Elle est rattachée administrativement à l'arrondissement de Upper Bayang (Tinto Council) et au canton de Tinto.

## Population
La localité comptait 417 habitants en 1953, puis 522 en 1967, des Banyang. À cette date elle disposait d'une école presbyrérienne fondée en 1957.
Lors du recensement de 2005, on y a dénombré 580 personnes.

## Éducation
Sabes est doté d'un collège public (CES).